# Цельное зерно

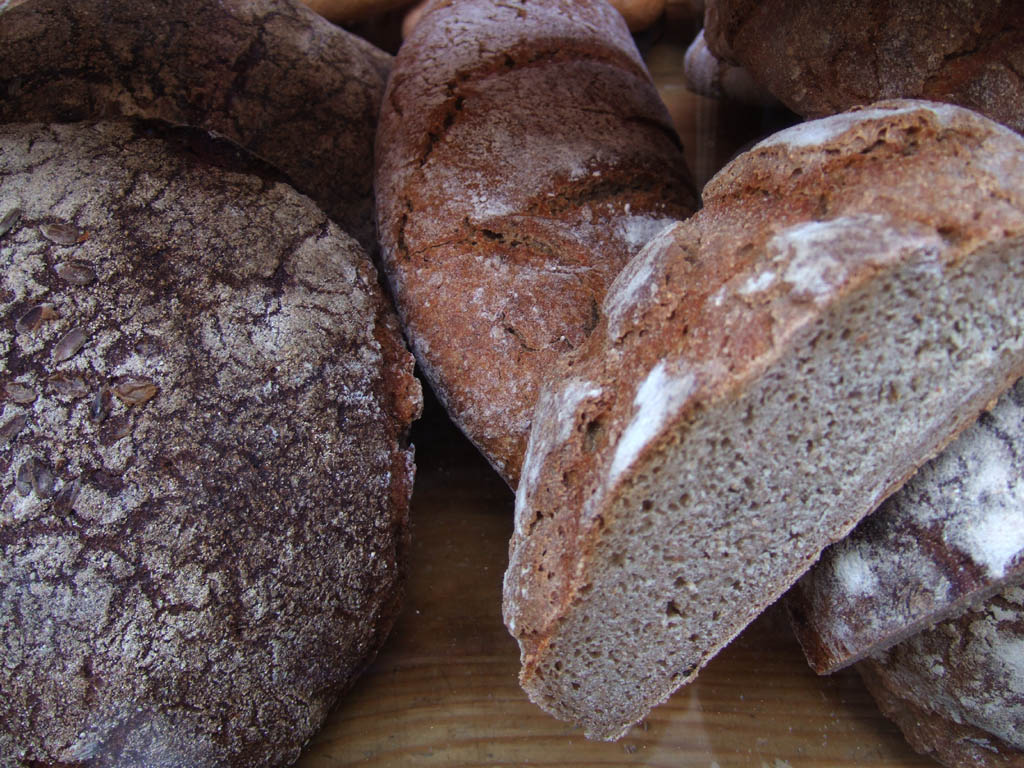
Цельнозерновой хлеб

Цельное зерно — зерно, в котором основные части — эндосперм, зародыш и отруби — представлены в тех же пропорциях, что и в целом зерне. Может быть в неповреждённом, молотом, лущёном, потрескавшемся, расслоенном или дроблёном видах.
Цельнозерновые продукты — продукты, сделанные из цельного зерна с сохранением того же баланса питательных веществ, что и в изначальном зерне. К продуктам из цельного зерна относят цельнозерновой хлеб, цельнозерновые макароны, цельнозерновой кускус, цельнозерновой булгур и коричневый и бурый рис. В таких продуктах содержание сложных углеводов, клетчатки, белков и витаминов группы B выше, чем в изделиях из очищенных зёрен. Благодаря этому цельнозерновые продукты считаются более полезными для употребления в пищу и рекомендуются для здорового питания.

## Строение цельного зерна

Структура цельного зерна пшеницы и пропорции основных частей (по весу).
эндосперм
отруби
зародыш

Цельное зерно состоит большей частью из эндосперма, окружающего зародыш и окружённого, в свою очередь, твёрдой оболочкой. С точки зрения переработки и употребления зерна в пищу эта твёрдая оболочка называется отрубями, в ботаническом же контексте речь идёт о зерновых оболочках (алейроновый слой). Прочие оболочки и части колосьев (мякина) не являются частями зерна.
Именно наличие отрубей и зародыша в цельнозерновых продуктах является их главным отличием от нецельнозерновых, например обычной белой пшеничной муки или очищенного белого риса. Традиционно при изготовлении многих видов муки и круп зерно «очищается» путём отделения отрубей и зародыша, после чего остаётся только шлифованный эндосперм с гораздо более низким содержанием клетчатки и полезных веществ.

## Продукты и зерновые культуры
К цельнозерновым продуктам относятся, среди прочего: хлеб из обойной пшеничной или ржаной муки, цельнозерновые макаронные изделия, овсяные, ячменные, ржаные хлопья, каши и прочие блюда из неочищенных зёрен, муки и круп.
Цельнозерновые продукты могут изготавливаться из различного зернового сырья, ниже приведён неполный список.
Злаки:
- пшеница
- рожь
- овёс (овсяные хлопья)
- кукуруза
- рис (так называемый бурый или коричневый рис)
- полба
- ячмень (в первую очередь ячневая крупа, в меньшей степени перловая крупа)
- просо
- тритикале

Псевдозерновые:
- гречиха — примечание: традиционная гречневая каша готовится именно из ядрицы из цельного зерна, и является цельнозерновым продуктом по определению
- киноа
- амарант

## Иллюстрации
Стадии очистки зерна на примере африканского риса (Oryza glaberrima):

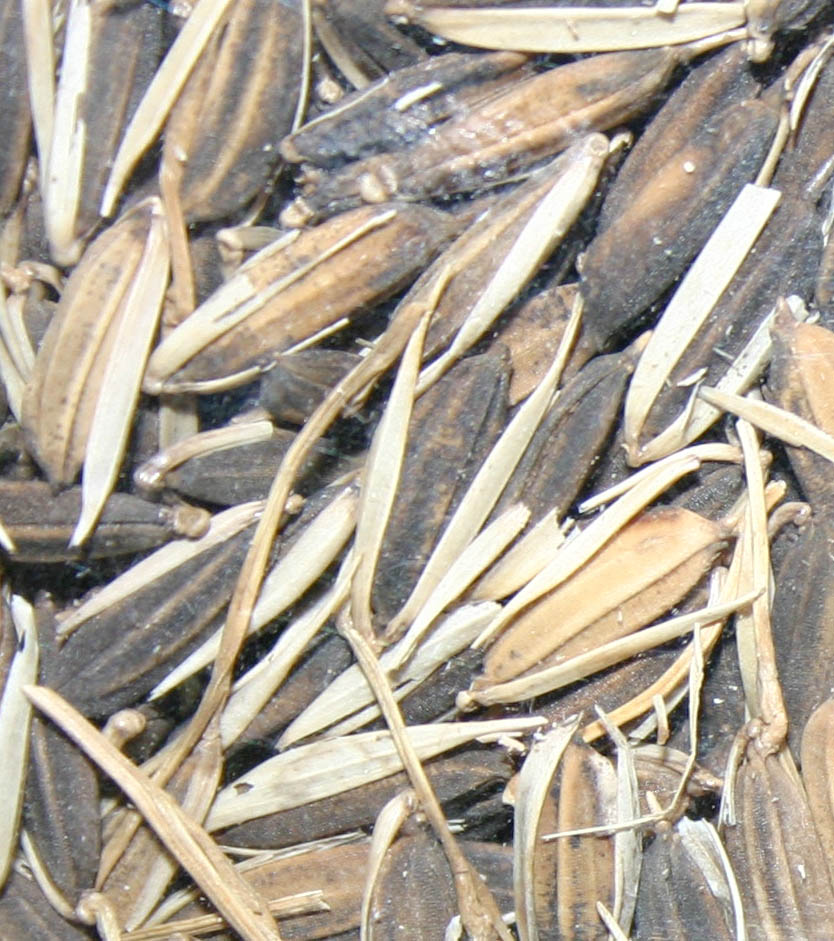
Африканский рис в несъедобной шелухе (мякине)
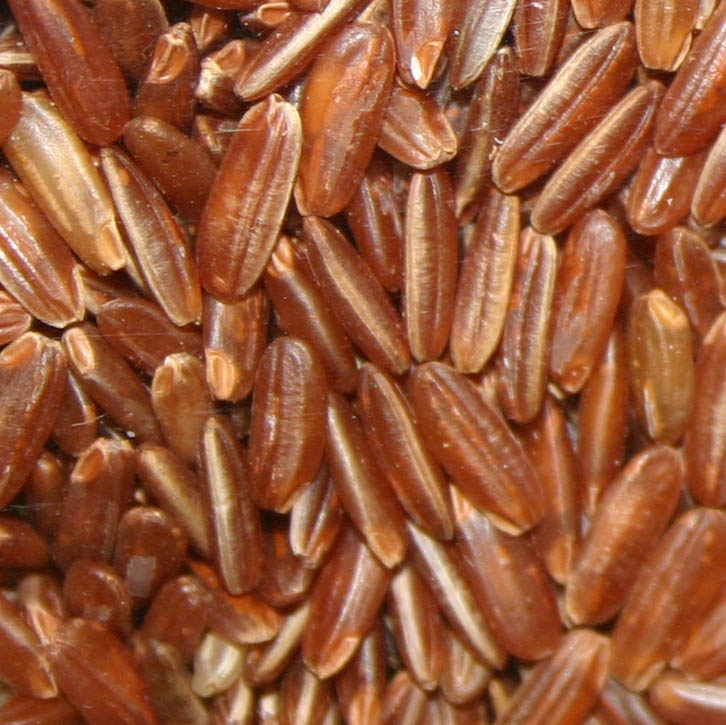
Тот же африканский рис после удаления шелухи (цельнозерновой продукт)
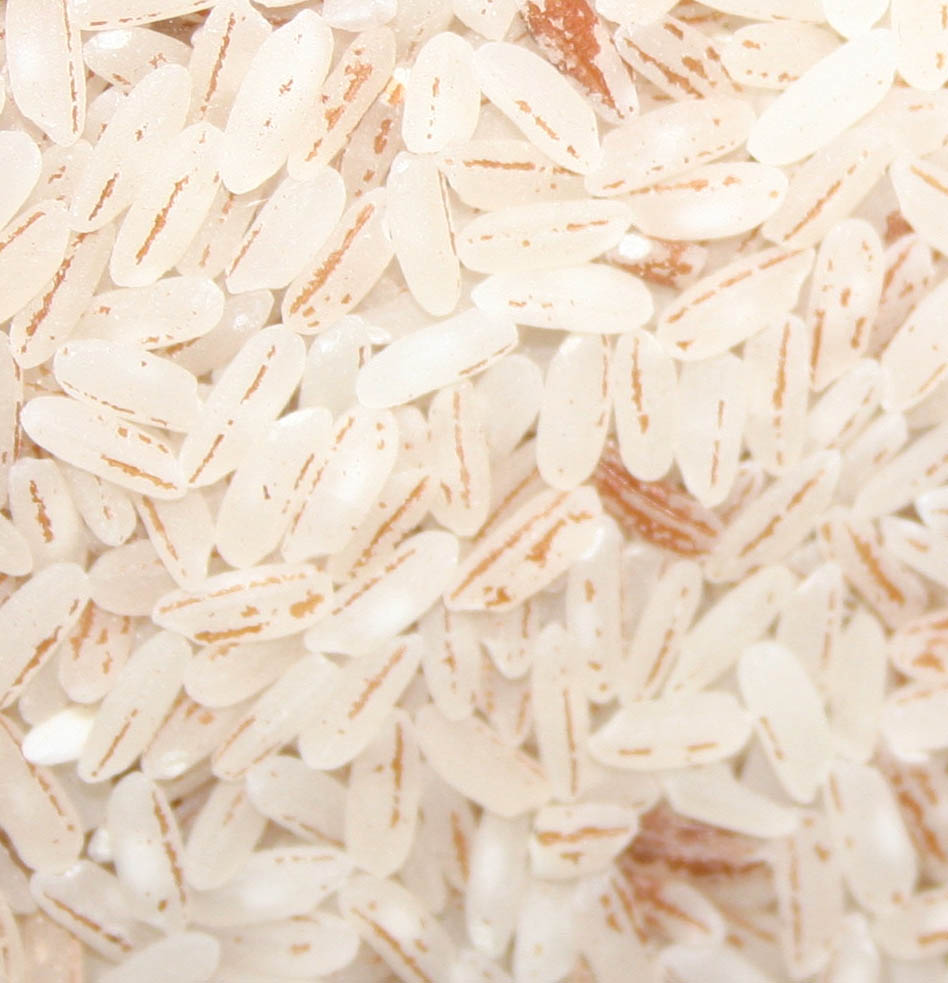
Тот же африканский рис после удаления оболочки зерна (белый, уже не цельнозерновой рис)

## Диетические свойства
Исследованием 2002 года показано, что употребление цельного зерна и продуктов его переработки приводит к понижению уровня инсулина в сравнении с употреблением очищенного зерна, что способствует снижению риска заболевания диабетом II типа. Выявлено, что употребление цельного зерна снижает риск сердечно-сосудистых заболеваний на 26 % посредством понижения уровня холестерина низкой плотности. Кроме того, употребление цельного зерна имеет обратную связь с повышенным давлением, диабетом и ожирением в сравнении с очищенным зерном, которые также влияют на здоровье сердечно-сосудистой системы.
Всемирная организация здравоохранения считает цельные злаки, вместе с овощами, фруктами и бобовыми, основой здорового питания .
Популяризатором «цельнозернового» хлебопечения в диетических целях в 19 веке был американский священник Сильвестер Грэм. Сорт цельнозерновой муки, производимый по его рецепту, называется его именем — мукой Грэма. В середине XX века идеи о пользе цельнозерновых продуктов составили основу для представлений о «цельной еде».